# Чемпионат мира по спортивному ориентированию 2017
Чемпионат мира по спортивному ориентированию 2017 года (англ. Nokian Tyres World Orienteering Championships 2017) — 34-й чемпионат мира, который проходил с 29 июня по 8 июля в городе Тарту, Эстония. В чемпионате мира участвовали спортсмены из 49 стран. Соревнования прошли на четырёх типах местности в Тарту, Вильянди, Рыуге и Витипалу. Медали разыгрались в пяти дисциплинах (спринт, спринт-эстафета, лонг, миддл, эстафета).

## Программа соревнований
| 29.07.2017 | Среда       | Прибытие            | Тарту    |
| 30.07.2017 | Пятница     | Спринт квалификация | Тарту    |
| 01.08.2017 | Суббота     | Спринт финал        | Тарту    |
| 02.08.2017 | Воскресенье | Спринт — эстафета   | Вильянди |
| 03.08.2017 | Понедельник | День отдыха         |          |
| 04.08.2017 | Вторник     | Длинная дистанция   | Рыуге    |
| 05.08.2017 | Среда       | День отдыха         |          |
| 06.08.2017 | Четверг     | Средняя дистанция   | Витипалу |
| 07.08.2017 | Пятница     | День отдыха         |          |
| 08.08.2017 | Суббота     | Эстафета            | Витипалу |

## Районы соревнований

### Квалификация и финал спринта (Тарту)
Квалификация и финал спринта проходили в центре университета города Тарту. Местность представляла собой сочетание старого города и современных частей города с преимущественно вымощенным грунтом и холмистым парком с мягкой почвой и многочисленными дорожками.

### Эстафета-спринт (Вильянди)
Рельеф местности в Вильянди имеет два отличительных района. Во-первых, замок, холмы — парковая зона с крутыми склонами, длинными долинами, лесной площадью и старыми руинами замка. Другая часть карты — это живописный старый город с многими улицами.

### Длинная дистанция (Рыуге)
Длинная дистанция находилась в области между самой высокой горой и самым глубоким озером Эстонии. Пробегаемость зависит от типа леса в хвойном лесу хорошая, полхой в лиственных лесах. На местности можно найти много болот с различными размерами. Есть некоторые скорее новые обезлесенные районы, которым до 2 лет. Контуры образуют две отдельные области. Во-первых, холмистая часть с небольшим рельефом. во-вторых область с большими долинами, с небольшими долинами, впадающими в неё.

### Средняя дистанция и эстафета (Витипалу)
Рельеф местности имеет много углубления и хребты между ними. Пробегаемость и видимость варьируются от очень хорошей до плохой. В лесу почти нет открытых площадок, и только горстка болот. Тартуский лыжный марафон проходит по территории леса, и есть также несколько небольших дорожек.

## Параметры дистанций

### Спринт квалификация
|                                  | Женщины | Мужчины |
| -------------------------------- | ------- | ------- |
| Длина (км)                       | 2,8     | 3,2-3,3 |
| Набор высоты (м)                 | 40-45   | 55-65   |
| Количество КП                    | 14      | 18-19   |
| Ожидаемое время победителя (мин) | 12      | 12      |

### Спринт финал
|                                  | Женщины | Мужчины |
| -------------------------------- | ------- | ------- |
| Длина (км)                       | 3,4     | 4,0     |
| Набор высоты (м)                 | 65      | 85      |
| Количество КП                    | 13      | 15      |
| Ожидаемое время победителя (мин) | 13      | 13      |

### Спринт эстафета
|                                  | Женщины (1,4 этапы) | Мужчины (2,3 этапы) |
| -------------------------------- | ------------------- | ------------------- |
| Длина (км)                       | 3,2                 | 3,7                 |
| Набор высоты (м)                 | 30                  | 30                  |
| Количество КП                    | 20                  | 22                  |
| Ожидаемое время победителя (мин) | 14                  | 14                  |

### Длинная дистанция
|                                  | Женщины | Мужчины |
| -------------------------------- | ------- | ------- |
| Длина (км)                       | 11,4    | 17,1    |
| Набор высоты (м)                 | 255     | 345     |
| Количество КП                    | 20      | 25      |
| Ожидаемое время победителя (мин) | 80      | 100     |

### Средняя дистанция
|                                  | Женщины | Мужчины |
| -------------------------------- | ------- | ------- |
| Длина (км)                       | 5,1     | 6,0     |
| Набор высоты (м)                 | 185     | 225     |
| Количество КП                    | 21      | 24      |
| Ожидаемое время победителя (мин) | 33      | 33      |

### Эстафета
|                                  | Женщины (1-2-3 этапы) | Мужчины (1-2-3 этапы) |
| -------------------------------- | --------------------- | --------------------- |
| Длина (км)                       | 4,8                   | 5,7                   |
| Набор высоты (м)                 | 175                   | 210                   |
| Количество КП                    | 18                    | 20                    |
| Ожидаемое время победителя (мин) | 33                    | 33                    |

## Страны участницы
- Австралия
- Австрия
- Азербайджан
- Беларусь
- Бельгия
- Болгария
- Бразилия
- Великобритания
- Венгрия
- Германия
- Гонконг
- Дания
- Египет
- Израиль
- Ирландия
- Испания
- Италия
- Канада
- Кипр
- Китайский Тайбэй
- КНДР
- Китай
- Латвия
- Литва
- Молдова
- Нидерланды
- Новая Зеландия
- Норвегия
- Польша
- Португалия
- Республика Корея
- Россия
- Румыния
- Сербия
- Словакия
- Словения
- США
- Турция
- Украина
- Финляндия
- Франция
- Хорватия
- Чехия
- Чили
- Швейцария
- Швеция
- Эстония
- ЮАР
- Япония

## Результаты

#### Мужчины
| Дата       | Золото         | Серебро          | Бронза           | Дисциплина        |
| ---------- | -------------- | ---------------- | ---------------- | ----------------- |
| 01.08.2017 | Даниэль Хубман | Фредерик Траншан | Йеркер Лусель    | Спринт            |
| 04.08.2017 | Олав Лунданес  | Леонид Новиков   | Вильям Линд      | Длинная дистанция |
| 06.08.2017 | Тьерри Жоржу   | Фабиан Хертнер   | Александр Кратов | Средняя дистанция |

#### Женщины
| Дата       | Золото              | Серебро           | Бронза             | Дисциплина        |
| ---------- | ------------------- | ----------------- | ------------------ | ----------------- |
| 01.08.2017 | Майя Альм           | Наталья Гемперле  | Галина Виноградова | Спринт            |
| 04.08.2017 | Туве Александерссон | Майя Альм         | Наталья Гемперле   | Длинная дистанция |
| 06.08.2017 | Туве Александерссон | Марианна Андерсен | Венла Харью        | Средняя дистанция |

#### Эстафеты
| Дата       | Золото                                                                       | Серебро                                                                              | Бронза                                                                          | Дисциплина         |
| ---------- | ---------------------------------------------------------------------------- | ------------------------------------------------------------------------------------ | ------------------------------------------------------------------------------- | ------------------ |
| 02.08.2017 | Швеция 1. Лина Странд 2. Йеркер Лусель 3. Йонас Леандерссон 4. Хелена Янссон | Дания 1. Сесили Фриберг Клыснер 2. Андреас Хогаард Боэсен 3. Туя Лассен 4. Майя Альм | Швейцария 1. Елена Руос 2. Флориан Ховальд 3. Мартин Хабманн 4. Сабина Хаусвирт | Спринт-эстафета    |
| 07.08.2017 | Норвегия 1. Эскиль Киннеберг 2. Олав Лунданес 3. Магне Дели                  | Франция 1. Фредерик Траншан 2. Лукас Бассе 3.Тьерри Жоржу                            | Швеция 1. Йохан Рунессон 2. Уильям Линд 3. Густав Бергман                       | Эстафета (мужчины) |
| 07.08.2017 | Швеция 1. Эмма Йоханссон 2. Хелена Янссонс 3.Туве Александерссон             | Россия 1.Анастасия Рудная 2. Светлана Миронова 3.Наталья Гемперле                    | Финляндия 1. Венла Харью 2. Марика Тейни 3. Мерья Рантанен                      | Эстафета (женщины) |

## Медальный зачет
| Место | Страна    | Золото | Серебро | Бронза | Всего |
| ----- | --------- | ------ | ------- | ------ | ----- |
| 1     | Швеция    | 4      | 0       | 3      | 7     |
| 2     | Норвегия  | 2      | 1       | 0      | 3     |
| 3     | Франция   | 1      | 2       | 0      | 3     |
| 3     | Дания     | 1      | 2       | 0      | 3     |
| 5     | Швейцария | 1      | 1       | 1      | 3     |
| 6     | Россия    | 0      | 3       | 2      | 5     |
| 7     | Финляндия | 0      | 0       | 2      | 2     |
| 8     | Украина   | 0      | 0       | 1      | 1     |
| Всего | Всего     | 9      | 9       | 9      | 27    |